# Bythiospeum garnieri
Bythiospeum garnieri é uma espécie de gastrópode  da família Hydrobiidae.
É endémica de França.